# Guvernatorul statului Mato Grosso do Sul
Guvernatorul statului Mato Grosso do Sul (în portugheză Governador do Mato Grosso do Sul) este șeful guvernului statului brazilian Mato Grosso do Sul. Este o funcție publică aleasă prin sistemul electoral majoritar în două tururi. 
Dacă un candidat obține mai mult de 50% din totalul voturilor la primul tur de scrutin, el este ales fără a fi nevoie de un al doilea tur. Dar dacă niciun candidat nu va obține majoritatea absolută, ar avea loc un al doilea tur de scrutin, în care ar participa doar cei doi candidați care au obținut cele mai multe voturi în primul tur. Câștigătorul turului doi va fi ales guvernator. Legislatura durează 4 ani, iar guvernatorul are dreptul de a se realege, fără limite de mandat.
Statul a fost creat prin Legea complementară nr. 31, sancționată la 11 octombrie 1977. Actualul guvernator al statului Mato Grosso do Sul este Reinaldo Azambuja, ales la 26 octombrie 2014 și a depus jurământul la 1 ianuarie 2015.
Culorile indică modul în care a fost ales fiecare guvernator, cu guvernatori aleși în mod direct, guvernatori care au ajuns la guvern prin linia de succesiune (de exemplu, atunci când un viceguvernator preia funcția de guvernator sau când un președinte al Adunării Legislative preia guvernul dacă nu există locotenent guvernator) și guvernanți aleși prin sufragiu indirect sau jurați prin mișcări revoluționare, inclusiv cei care au preluat funcția de înlocuitori legali nealeși în mod direct.

## Guvern
Sediul guvernului (Guvernoratul Mato Grosso do Sul) este situat în Parque dos Poderes, în capitala Sulmatogrossense, Campo Grande. Clădirea este ocupată și de sediul Secretarului de Stat pentru Guvernare și Management Strategic și al Subsecretariatului Comunicare. 
Proiectată de arhitectul Élvio Garabini, care a proiectat și o mare parte din clădirile Parcului, construcția a fost inaugurată în 1983, cu întreg complexul de organe publice.
La deschiderea complexului, în această clădire se afla temporar Guvernul, care trebuia să găzduiască un singur secretariat. Construcția unui palat guvernamental fusese proiectată, dar ideea a fost abandonată de guvernatorul Pedro Pedrossian. Astfel, Guvernoratul a fost fixat definitiv în același sediu în care se afla și pe care îl ocupă până astăzi. În deceniul anului 2000, a fost evaluată varianta executării construcției palatului, dar ideea a fost din nou renunțată.
Guvernatorul nu are reședință oficială.

## Foști guvernatori în viață
- Marcelo Miranda, al 2-lea și al 6-lea guvernator, născut în 1938
- Zeca do PT, al 9-lea guvernator, născut în 1950
- André Puccinelli, al 10-lea guvernator, născut în 1948